# Flavio Lazzari
Flavio Lazzari (Roma, 5 settembre 1986) è un ex calciatore italiano, di ruolo centrocampista.

## Carriera

### Club
Cresciuto nella Lodigiani, fa il suo debutto con la squadra romana nella stagione 2002-2003 di Serie C2. Gioca con questa maglia fino al 2005 (per un totale di 19 presenze 3 gol) quando viene acquistato dall'Udinese. Con i friulani gioca 2 partite in Serie A, per un totale di due minuti, e una partita in Coppa UEFA. Dal 2006-2007 viene ceduto in prestito prima al Modena poi al Messina e successivamente al Grosseto. Il 10 luglio 2009 viene ufficializzato il suo passaggio in prestito con diritto di riscatto della comproprietà dall'Udinese al Padova per la stagione 2009-2010 di Serie B. Il 20 gennaio 2010 in accordo con l'Udinese titolare del suo cartellino il giocatore passa dal Padova al Gallipoli a titolo temporaneo. Con i salentini debutta nella partita Cesena-Gallipoli 0-0 del 23 gennaio 2010.
Per la stagione 2010-2011 gioca nell'Empoli in Serie B. Il 9 novembre 2010 raggiunge le 100 presenze in seconda serie italiana durante le stagioni regolari.
Il 22 giugno 2012 L'Empoli rileva l'altra metà del cartellino del giocatore ancora in possesso dell'Udinese.
Rimane in Serie B anche l'anno successivo, quando si trasferisce a titolo definitivo al retrocesso Novara; il suo trasferimento viene ufficializzato il 31 agosto 2012. Nel 2014 passa in prestito al Pescara, dove si infortuna al ginocchio e rimane inattivo nella stagione in corso e in quella successiva dove fa ritorno a Novara.

Il 18 luglio 2016 viene ingaggiato dall'Ascoli firmando un contratto annuale con opzione per la stagione successiva.
Nel 2017-18 passa al Racing Fondi: nella squadra laziale mette a segno 4 reti in 23 presenze.
Nell'estate del 2018, infine, si trasferisce alla Vis Pesaro neopromossa in Serie C. Nella squadra biancorossa gioca una grande stagione, condita da sei reti, e fornisce un contributo fondamentale per la salvezza ottenuta.
Nella stagione successiva, sempre a Pesaro, è condizionato da alcuni problemi fisici e mette insieme 14 presenze e 2 gol (uno dei quali nel derby di andata contro il Fano). A causa dell'emergenza COVID-19 la stagione viene sospesa anzitempo e la squadra pesarese centra anticipatamente la salvezza. Sempre in conseguenza di questi fatti, Flavio estende il suo contratto con i biancorossi fino al 2022.

### Nazionale
Ha giocato con la Nazionale Italiana Under-17  (2 presenze su 6 convocazioni), Under-19 (2 presenze su 3 convocazioni) e Under-20 (3 presenze su 3 convocazioni).
Con la Nazionale Under-20 ha preso parte il 26 ottobre 2005 alla gara Svizzera-Italia nell'ambito del Torneo Quattro Nazioni, così come il 13 settembre e il 3 ottobre 2006 (Austria-Italia e di nuovo Svizzera-Italia).

## Statistiche

### Presenze e reti nei club
| Stagione          | Squadra           | Campionato        | Campionato | Campionato | Coppe nazionali | Coppe nazionali | Coppe nazionali | Coppe continentali | Coppe continentali | Coppe continentali | Altre coppe | Altre coppe | Altre coppe | Totale | Totale |
| Stagione          | Squadra           | Comp              | Pres       | Reti       | Comp            | Pres            | Reti            | Comp               | Pres               | Reti               | Comp        | Pres        | Reti        | Pres   | Reti   |
| ----------------- | ----------------- | ----------------- | ---------- | ---------- | --------------- | --------------- | --------------- | ------------------ | ------------------ | ------------------ | ----------- | ----------- | ----------- | ------ | ------ |
| 2002-2003         | Lodigiani         | C2                | 1          | 0          | CI-C            | 0               | 0               | -                  | -                  | -                  | -           | -           | -           | 1      | 0      |
| 2003-2004         | Lodigiani         | C2                | 0          | 0          | CI-C            | 0               | 0               | -                  | -                  | -                  | -           | -           | -           | 0      | 0      |
| Totale Lodigiani  | Totale Lodigiani  | Totale Lodigiani  | 1          | 0          |                 | 0               | 0               |                    | -                  | -                  |             | -           | -           | 1      | 0      |
| 2004-2005         | Cisco Roma        | C2                | 18+4       | 3          | CI-C            | 0               | 0               | -                  | -                  | -                  | -           | -           | -           | 22     | 4      |
| 2005-2006         | Udinese           | A                 | 2          | 0          | CI              | 1               | 0               | UCL+CU             | 0+1                | 0                  | -           | -           | -           | 4      | 0      |
| 2006-2007         | Modena            | B                 | 9          | 0          | CI              | 1               | 0               | -                  | -                  | -                  | -           | -           | -           | 10     | 0      |
| 2007-2008         | Messina           | B                 | 29         | 1          | CI              | 1               | 0               | -                  | -                  | -                  | -           | -           | -           | 30     | 1      |
| 2008-2009         | Grosseto          | B                 | 30+2       | 1          | CI              | 2               | 0               | -                  | -                  | -                  | -           | -           | -           | 34     | 1      |
| 2009-gen. 2010    | Padova            | B                 | 10         | 0          | CI              | 1               | 0               | -                  | -                  | -                  | -           | -           | -           | 11     | 0      |
| gen.-giu. 2010    | Gallipoli         | B                 | 13         | 1          | CI              | -               | -               | -                  | -                  | -                  | -           | -           | -           | 13     | 1      |
| 2010-2011         | Empoli            | B                 | 19         | 2          | CI              | 1               | 0               | -                  | -                  | -                  | -           | -           | -           | 20     | 2      |
| 2011-2012         | Empoli            | B                 | 25+2       | 4          | CI              | 1               | 0               | -                  | -                  | -                  | -           | -           | -           | 28     | 4      |
| ago. 2012         | Empoli            | B                 | 1          | 0          | CI              | 1               | 0               | -                  | -                  | -                  | -           | -           | -           | 2      | 0      |
| Totale Empoli     | Totale Empoli     | Totale Empoli     | 45+2       | 6          |                 | 3               | 0               |                    | -                  | -                  |             | -           | -           | 50     | 6      |
| ago. 2012-2013    | Novara            | B                 | 36+2       | 7          | CI              | -               | -               | -                  | -                  | -                  | -           | -           | -           | 38     | 7      |
| 2013-2014         | Novara            | B                 | 32+2       | 3          | CI              | 1               | 0               | -                  | -                  | -                  | -           | -           | -           | 35     | 3      |
| Totale Novara     | Totale Novara     | Totale Novara     | 68+4       | 10         |                 | 1               | 0               |                    | -                  | -                  |             | -           | -           | 73     | 10     |
| 2014-2015         | Pescara           | B                 | 10+1       | 1          | CI              | 2               | 0               | -                  | -                  | -                  | -           | -           | -           | 13     | 1      |
| 2015-2016         | Novara            | B                 | 0          | 0          | CI              | 0               | 0               | -                  | -                  | -                  | -           | -           | -           | 0      | 0      |
| 2016-2017         | Ascoli            | B                 | 10         | 0          | CI              | 0               | 0               | -                  | -                  | -                  | -           | -           | -           | 10     | 0      |
| 2017-2018         | Racing Fondi      | C                 | 23         | 4          | CI-C            | 1               | 1               | -                  | -                  | -                  | -           | -           | -           | 24     | 5      |
| 2018-2019         | Vis Pesaro        | C                 | 28         | 6          | CI-C            | 0               | 0               |                    | -                  | -                  |             | -           | -           | 28     | 6      |
| 2019-2020         | Vis Pesaro        | C                 | 14         | 2          | CI-C            | 0               | 0               |                    | -                  | -                  |             | -           | -           | 14     | 2      |
| 2021-2022         | Vis Pesaro        | C                 | 11         | 3          | -               | -               | -               |                    | -                  | -                  |             | -           | -           | 11     | 3      |
| Totale Vis Pesaro | Totale Vis Pesaro | Totale Vis Pesaro | 53         | 11         |                 | 0               | 0               |                    | -                  | -                  |             | -           | -           | 53     | 11     |
| 2021-2022         | Atletico Gallo    | Ecc               | 24         | 2          | -               | -               | -               |                    | -                  | -                  |             | -           | -           | 24     | 2      |
| Totale carriera   | Totale carriera   | Totale carriera   | 345+13     | 70         |                 | 13              | 1               |                    | 1                  | 0                  |             | -           | -           | 372    | 41     |